# Kalübbe
Kalübbe er en by og kommune i det nordlige Tyskland, beliggende i Amt Großer Plöner See under Kreis Plön. Kreis Plön ligger i den østlige/centrale del af delstaten Slesvig-Holsten.

## Geografi
Kalübbe er beliggende vest for Großer Plöner See ved Bundesstraße 430 omkring 5 km øst for Wankendorf og 3 km syd for Ascheberg.